# Данаја
Данаја (грч. Δανάη) је у грчкој митологији била кћерка Акрисија, краља Аргоса и Еуридике (или Аганипе) и Персејева мајка.

## Етимологија
Њено име има значење „она која суди“ или „усахла“.

## Митологија
С обзиром на то да је имао само Данају, Акрисије је питао пророчиште да ли ће имати наследника. Одговорено му је да неће, али да ће Данаја родити мушко дете које ће га убити. Да би то спречио, затворио је своју кћерку у подземну тамницу сачињену од бронзе, али је Зевс у виду златне кише прошао кроз отвор на крову и обљубио Данају. Тако је зачела и родила дечака, Персеја, кога је однеговала заједно са дадиљом, која је била заточена заједно са њом. Једног дана је Акрисије зачуо дечји глас и ушао у тамницу, где је Данаја покушала да му објасни да је Персеј Зевсов син. Није јој поверовао, већ ју је заједно са дететом затворио у ковчег и бацио у море. Ковчег је допловио до острва Серифос, где га је нашао Диктис. Он је прихватио мајку и дете, али се у њу заљубио његов брат, краљ Полидект. Данаја му није узвратила љубав и Полидект је помислио да је то због сина. Зато га је послао да му донесе Медузину главу. Када се Персеј вратио са похода, затекао је Диктиса и своју мајку како се моле боговима да их заштити од зловоље Полидекта. Зато је употребио Медузину главу и окаменио краља и његове пратиоце. Потом је са мајком напустио острво и одвео је у Аргос где је она остала са својом мајком, Еуридиком.
Према римском предању, ковчег је стигао до обале Лација где се Данаја удала за краља Пилумна и основала град Ардеју. Њен потомак је Турно, краљ Рутула.